# Verificação de modelos
No campo da ciência da computação, verificação de modelos (do inglês, Model Checking) refere-se ao problema de testar automaticamente se um modelo que representa um sistema atende a uma dada especificação.
Tipicamente estes são sistemas de hardware, software e protocolos de comunicação e suas especificações contém requisitos de segurança como a ausência de deadlocks e comportamentos similares que podem levar o sistema a travar. Esse deadlock é uma situação onde duas ou mais ações simultaneamente esperam a finalização da outra para sua continuação, e assim nenhuma delas pode ser concluída. 
Para resolver tal problema de maneira algorítmica, tanto o modelo do sistema quanto a especificação são formulados em alguma linguagem matematicamente precisa. Para esta finalidade, ela deve ser formulada como uma tarefa de lógica, de forma a verificar se uma dada estrutura satisfaz uma dada fórmula lógica. O conceito é geral e se aplica a todos os tipos de lógicas e estruturas apropriadas. Um problema simples de verificação de modelo é verificar se uma dada fórmula na lógica proposicional é satisfeita por uma dada estrutura.

## Visão geral
Uma importante classe de métodos de verificação de modelos tem sido desenvolvida para verificação de modelos de projetos de hardware e software onde a especificação é dada por uma fórmula de lógica temporal. Trabalhos pioneiros em verificação de modelos de fórmula de lógica temporal foram realizados por Edmund Clarke e Ernest Allen Emerson e por J. P. Queille e Joseph Sifakis.  Clarke, Emerson e Sifakis receberam juntos o Prêmio Turing de 2007 por seu trabalho em verificação de modelos.
Verificação de modelos é mais freqüentemente aplicada em projetos de hardware. Para software, devido à indecidabilidade, a abordagem não pode ser totalmente algorítmica; tipicamente ela pode provar ou não provar uma dada propriedade.
A estrutura é usualmente dada como descrição de código fonte numa linguagem descritiva industrial de hardware ou uma linguagem de propósito especial. Tal programa corresponde a uma máquina de estados finitos, ou seja, um dígrafo (ou quiver) consistindo de nós (ou vértices) e bordas. Um conjunto de proposições atomizadas está associada a cada nó, tipicamente estabelecendo quais elementos de memória são um nó. Os nós representam estados do sistema, as bordas representam possíveis transições que podem alterar o estado, enquanto que as proposições atomizadas representam as propriedades básicas que se mantém num ponto de execução.
Formalmente, o problema pode ser estabelecido da seguinte maneira: dada uma propriedade desejada, expressa como uma lógica temporal p, e uma estrutura M com estado inicial s, decida se {\displaystyle M,s\models p} . Se M é finito, como é em hardware, a verificação de modelos se reduz a uma busca gráfica.